# Lidköping Machine Tools AB

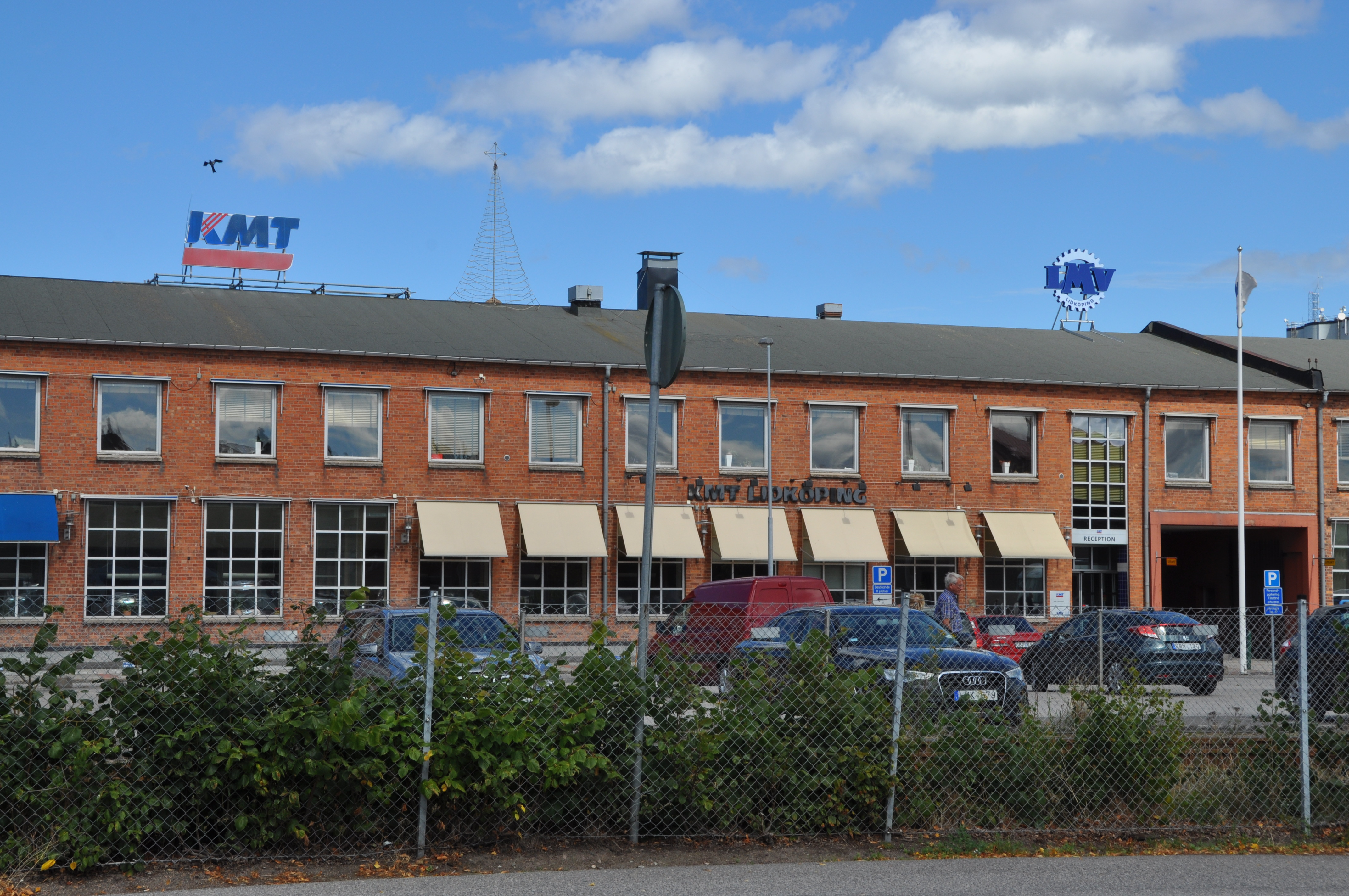
Lidköping Machine Tools AB

Lidköpings Mekaniska Verkstad, LMV, företag grundat 1875 och från början med ett brett produktutbud. År 1908, ett år efter att Svenska kullagerfabriken grundades köptes den första slipmaskinen från Lidköpings Mekaniska Verkstad. Detta ledde till att LMV 1929 kom att ingå i SKF-koncernen. Därefter inriktades produktionen på slipmaskiner och då framför allt mot centerless-slipmaskiner.
LMV går lokalt under benämningen "Meken".
År 2000 blev LMV en del av KMT Group, Karolin Machine Tool AB. År 2008 såldes dotterbolaget LMV, en mindre del av verksamheten,  till Noremech Invest. Lidköpings Machine Tools heter sedan 2008 KMT Precision Grinding, och har egna dotterbolag i Kina, Indien , USA och Tyskland. KMT Precision Grinding är ett helägt bolag inom Nordstjernan-koncernen.
Den 1 november 2013 varslade LMV om nedläggning. Cirka 30 personer berörs.
Meken-minnet är ett arbetslivsmuseum som visar "Mekens" historia. 